# العلاقات الإكوادورية السورينامية
العلاقات الإكوادورية السورينامية هي العلاقات الثنائية التي تجمع بين الإكوادور وسورينام.

## مقارنة بين البلدين
هذه مقارنة عامة ومرجعية للدولتين:
| وجه المقارنة                                              | الإكوادور                      | سورينام                        |
| --------------------------------------------------------- | ------------------------------ | ------------------------------ |
| المساحة (كم2)                                             | 283.56 ألف                     | 163.27 ألف                     |
| عدد السكان (نسمة)                                         | 16.62 مليون                    | 563.40 ألف                     |
| الكثافة السكانية (ن./كم²)                                 | 58.61                          | 3.45                           |
| العاصمة                                                   | كيتو                           | باراماريبو                     |
| اللغة الرسمية                                             | اللغة الإسبانية، كيشوا ‏، شوار ‏ | اللغة الهولندية                |
| العملة                                                    | دولار أمريكي، سوكري إكوادوري   | دولار سورينامي، غيلدر سورينامي |
| الناتج المحلي الإجمالي (بليون دولار)                      | 103.06 مليار                   | 3.32 مليار                     |
| الناتج المحلي الإجمالي (تعادل القوة الشرائية) بليون دولار | 185.24 مليار                   | 9.07 مليار                     |
| الناتج المحلي الإجمالي الاسمي للفرد دولار أمريكي          | 6.21 ألف                       | 9.48 ألف                       |
| الناتج المحلي الإجمالي للفرد دولار أمريكي                 | 11.37 ألف                      | 16.64 ألف                      |
| مؤشر التنمية البشرية                                      | 0.746                          | 0.714                          |
| رمز المكالمات الدولي                                      | +593                           | +597                           |
| رمز الإنترنت                                              | .ec                            | .sr                            |
| المنطقة الزمنية                                           | 00                             | 00                             |

## منظمات دولية مشتركة
يشترك البلدان في عضوية مجموعة من المنظمات الدولية، منها:
| علم المنظمة | اسم المنظمة                                                          | تاريخ انضمام الإكوادور | تاريخ انضمام سورينام |
| ----------- | -------------------------------------------------------------------- | ---------------------- | -------------------- |
|             | اتحاد دول أمريكا الجنوبية                                            | ?                      | ?                    |
|             | يونسكو                                                               | 22 يناير 1947          | 16 يوليو 1976        |
|             | وكالة ضمان الاستثمار متعدد الأطراف                                   | 12 أبريل 1988          | 2 يوليو 2003         |
|             | الأمم المتحدة                                                        | 21 ديسمبر 1945         | 4 ديسمبر 1975        |
|             | وكالة حظر الأسلحة النووية في أمريكا اللاتينية ومنطقة البحر الكاريبي ‏ | ?                      | ?                    |
|             | الاتحاد البريدي العالمي                                              | ?                      | ?                    |
|             | البنك الدولي للإنشاء والتعمير                                        | 28 ديسمبر 1945         | 27 يونيو 1978        |
|             | المنظمة الهيدروغرافية الدولية                                        | ?                      | ?                    |
|             | الاتحاد الدولي للاتصالات                                             | 17 أبريل 1920          | 15 يوليو 1976        |
|             | منظمة حظر الأسلحة الكيميائية                                         | ?                      | ?                    |
|             | مؤسسة التمويل الدولية                                                | 20 يوليو 1956          | 1 سبتمبر 2011        |
|             | منظمة التجارة العالمية                                               | ?                      | ?                    |
|             | منظمة الشرطة الجنائية الدولية                                        | ?                      | ?                    |

## وصلات خارجية
- موقع وزارة الخارجية الإكوادورية
- موقع وزارة الخارجية السورينامية